# Польско-украинские отношения
Польско-украинские отношения — отношения между Польшей и Украиной, историю развития которых условно можно разделить на три периода: средневековье (до конца XVII века), новая история (с XVIII до начала XX века) и новейшая история и современность (c первой четверти XX века до нашего времени).

## История

### Польша и Киевская Русь
Одно из наиболее ранних событий истории отношений древнерусского и польского государств, отмеченных в летописях, относится к 981 году, когда киевский великий князь Владимир Святославич отвоевал у поляков восточнославянские Червенские города (в верховьях Западного Буга).
В 1018 году бежавший из Киева Святополк Окаянный обратился за помощью к польскому королю Болеславу I Храброму, который сумел победить Ярослава Мудрого в битве на реке Буге. Киевский поход Болеслава I увенчался взятием города, однако Болеслав вместо того, чтобы передать власть Святополку, начал править в городе сам. Возмущённые жители Киева подняли восстание, в ходе которого принялись «избивать ляхов». Болеслав бежал с казной и пленными сёстрами Ярослава Мудрого. Червенские города, вновь оказавшиеся под властью Польши, были возвращены Ярославом Мудрым и его братом Мстиславом Храбрым в 1030—1031 годах.
Сходные события имели место в 1069 году, когда великий князь Изяслав Ярославич бежал в Польшу к своему племяннику Болеславу II Смелому и тот, совершив поход на Киев, вмешался в русский династический спор в пользу Изяслава. Согласно легенде, меч-реликвия по имени Щербец, использовавшийся при коронациях польских королей, получил зазубрину при ударе Болеславом I или Болеславом II о Золотые ворота в Киеве. Первый вариант не может быть правдой из-за того, что Золотые ворота были возведены в 1030-е годы, второй не подтверждается углеводородным методом датирования меча, который, по всей видимости, был создан не ранее второй половины XII века.
Позднее, в период феодальной раздробленности, Червенские земли входили в состав Волынского и Галицко-Волынского княжества, а в XIV веке их вновь захватила Польша. В настоящее время эта область, известная также как Червонная Русь, разделена между Польшей, Украиной и Белоруссией.

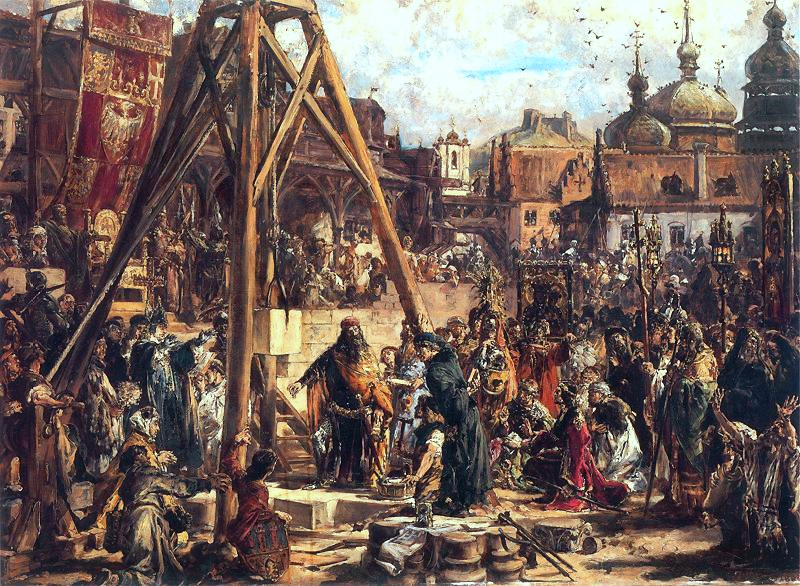
Казимир III закладывает католический собор в покорённом Львове. Картина Яна Матейко (1888)

Как и Русь, Польша испытала на себе в XIII веке несколько монгольских вторжений, однако, несмотря на разорения, монгольское иго над польскими землями установлено не было, что впоследствии обеспечило Польше преимущество в развитии торговли, культуры и общественных отношений. В 1340 году умер Владимир Львович, последний галицкий престолонаследник из династии Рюриковичей, после чего Галицкое княжество было захвачено войском Казимира III и присоединено к Польскому королевству.

### Юго-Западная Русь в составе Польского королевства и Речи Посполитой
В позднем Средневековье под прямой властью Польши находилась Галиция, тогда как основная часть южнорусских земель находилась в составе Великого княжества Литовского. В составе Польского королевства православные русины находились в подчинённом, неравноправном положении, сталкиваясь в городах, таких как Львов, с целым рядом ограничений и запретов. Они не могли свободно селиться по всему городу, для них была закрыта возможность входить в состав городского совета и занимать городские должности. Существовала дискриминация в торгово-ремесленной сфере, где русинов не брали в ряд цехов либо не давали становиться мастерами и занимать «старшие должности». Русины были, в отличие от других меньшинств, таких как армяне и евреи, лишены собственных органов самоуправления и суда, подлежав юрисдикции органов, созданных польско-немецким населением без их участия. В этих условиях противостояние между ремесленниками и мелкими торговцами-«русинами» и городской немецко-польской верхушкой имело этнический характер. Отказ русинам в правах также мотивировался тем, что они являются «схизматиками», и противостояние между украинскими ремесленниками и торговцами и польским патрициатом приобрело также и религиозный характер и приводило в среде «русинов» к острому ощущению антагонизма народов — «коренного» «русского» и «пришлых» польского и немецкого.
После заключения польско-литовской Люблинской унии и образования Речи Посполитой, в подчинение Короны перешли обширные земли Волыни, Подолья и среднего Поднепровья. Дискриминационное законодательство в отношении православного населения повлекло за собой постепенную полонизацию и окатоличивание значительной части южнорусской знати. Король раздавал польским шляхтичам обширные владения на Украине, те в свою очередь установили жестокий социальный и религиозный гнёт. Французский инженер Боплан, оставивший в XVII веке описание Украины, писал, что паны «пользуются безграничной властью не только над имуществом, но также и над жизнью людей. Столь велика свобода польской знати (которая живёт словно в раю, а крестьяне пребывают как бы в чистилище), что крестьяне оказываются в положении гораздо худшем, нежели каторжники на галерах». Подобное положение дел, а также насаждение Брестской унии, приводило к массовому уходу населения в запорожские казаки и целому ряду антипольских и антифеодальных восстаний.

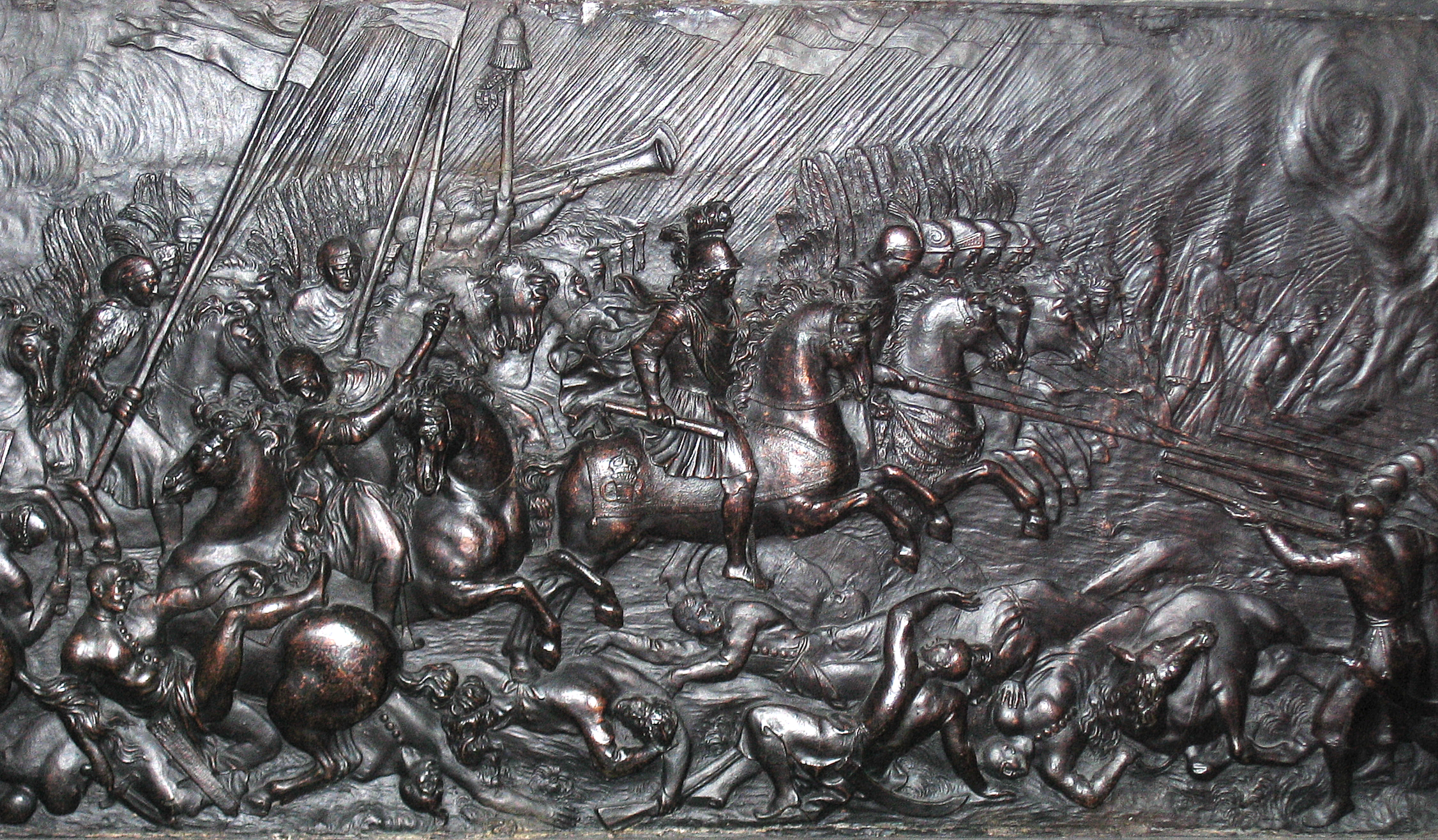
Берестецкая битва 1651 года

После перехода Левобережной Украины в подданство Российского царства, Речь Посполитая сохранила за собой земли Правобережной Украины и Галиции. Гетманский устрой был упразднён на Правобережье уже в конце XVII века, тогда же был окончательно выведен из делопроизводства и западнорусский письменный язык. Продолжились кровавые восстания против господства польской шляхты, которая напрочь запирала путь в верхи общества неополяченному восточнославянскому населению.

### Поляки и украинцы в Российской и Австро-Венгерской империях
После разделов Польши в состав Российской империи вошли все остальные украинские земли, за исключением Галиции, Закарпатья и Буковины. Однако и в составе России польской знати была дана возможность сохранить влиятельное положение в общественной структуре западных губерний, поскольку российские власти безуспешно пытались заручиться её лояльностью. Однако, по мере провала такой политики и вспыхивания польских восстаний, на протяжении XIX века властями предпринимались попытки эмансипировать восточнославянское население от польского влияния, в том числе путём упразднения унии и возврата правобережных приходов в православие. В ответ, польские интеллектуалы, в том числе хлопоманы, начали поддерживать украинофильские течения и в значительной мере способствовали возникновению украинства, противопоставленного господствующей на тот момент малороссийской идентичности. В королевстве Галиции и Лодомерии, польское меньшинство, пополнившись бежавшими из Российском империи участниками восстания 1863 года, равно как и власти, поддерживало украинскую партию против галицко-русского движения.

### Взаимоотношения в период распада Российской и Австро-Венгерской империй

#### Украинская Центральная рада и польские силы в Надднепрянской Украине

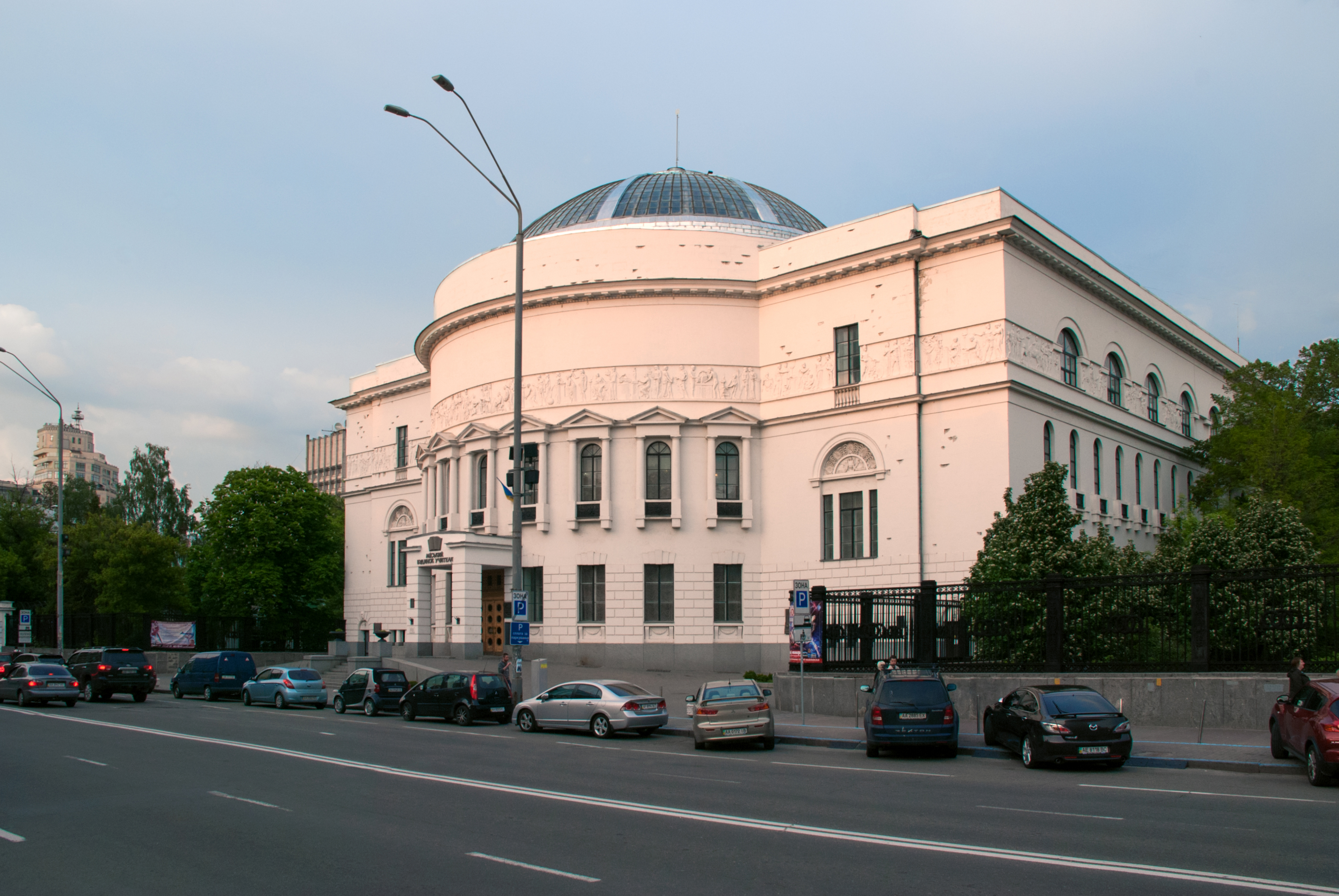
Педагогический музей — здание, в котором в 1917—1918 годах размещалась Украинская Центральная рада. Украина, Киев, ул. Владимирская, 57

К 1917 году на территории Надднепрянской Украины сформировалось несколько политических организаций представляющих интересы местных поляков:
- Польское социалистическое объединение (ПСО) — созданное 3—4 марта 1917 года по инициативе харьковской ячейки Польской социалистической партии — революционной фракции (ПСС(р.-ф.)) в Харькове и включавшее в себя также представителей Польской социалистической партии — левицы (ППС(л)) и Социал-демократии Королевства Польского и Литвы (СДКПиЛ), распавшееся однако к концу августа 1917 года на отдельные местные ячейки ПСС (р.-ф.), ПСС(л) и СДКПиЛ);
- Польский комитет исполнительный на Руси (ПКИ) — созданный 6 марта 1917 года по инициативе Национально-демократической партии (НДП, эндеки) в Киеве и включавший в себя изначально также представителей демократов и социалистов, однако после раскола в июне 1917 года ставший чисто эндековской организацией;
- Польский демократический централ (ПДЦ) — созданный 24 июня 1917 года из четырёх демократических партий вышедших ранее из ПКИ.

Во время конфликта между Временным правительством и Центральной радой ПКИ поддержал последнюю, однако после достижения ими компромисса и отказа Центральной рады признавать состоящий только из эндеков комитет единственным представительным органом польского меньшинства — ушёл в оппозицию к ней, перешёл на позицию «защиты внутренней автономии» и отказался от предложенных ему четырёх мест в составе Центральной рады. В свою очередь остальные польские политические группы признали Раду верховной властью на Украине и делегировали в её состав своих представителей (ПДЦ получил 9 мест, 4 из которых в дальнейшем должны были перейти наиболее радикальным членам ПКИ, однако после их отказа — перешли к СДКПиЛ, ППС(л) — 7 мест, ППС(р.-ф.) — 4 места, СДКПиЛ — 4 места перешедших от ПДЦ), при этом обе ППС и ПДЦ в Раде выступили на позициях достижения Украиной независимости и построения внутри неё польской национально-культурной автономии, противопоставляемой «внутренней автономии» эндеков.

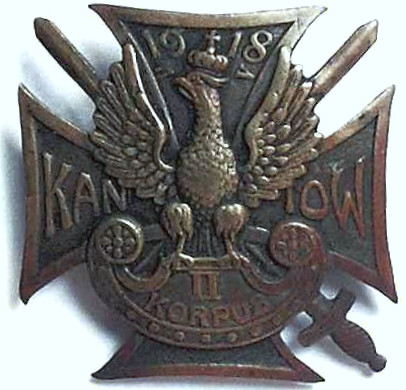
Польская памятная награда для солдат II корпуса сражавшихся под Каневом. Текст гласит: «1918 — Канев — II Корпус»

Другой польской силой действующей тогда на территории Украины являлись Польские корпуса (II и III, а также подразделение сформированное из разных родов войск в Одессе), насчитывающие к апрелю-маю 1918 года около 10 000 человек, 129 пулемётов, 5 пушек, 5 бронеавтомобилей и 10 самолётов. Изначально они под влиянием эндеков не признали III универсал Центральной рады, а во время войны между УНР и Советской Россией заняли нейтральное положение, но после занятия Украины немецкими и австро-венгерскими войсками начали пытаться урегулировать своё правовое положение. 4 апреля 1918 года их руководство подписало договор с правительством Украинской Народной Республики, согласно которому польские части обязывались придерживаться строгого нейтралитета и передислоцироваться для объединения с I Польским корпусом, а УНР обязалась обеспечивать подразделения всем необходимым, однако в дальнейшем, в связи с действиями легионеров нарушающими договорённость и под давлением немецкого командования, украинское правительство приняло решение о разоружении польских частей: 19 апреля 1918 года по требованию австро-венгерского командования демобилизовался одесский отряд; II Польский корпус был разбит немецкими войсками под Каневом; части III Польского корпуса 14 апреля 1918 года в районе Тыврова и Немирова начали бои с объединёнными силами местных селян и Вольного казачества и 18 апреля 1918 года были интернированы вмешавшимися австро-венгерскими войсками, которыми 18 июня 1918 года были разоружены.
Также на Украине действовала Польская военная организация (ПВО), производившая вербовку офицеров-поляков в свои ряды. Центральная рада способствовала вооружению завербованных ей военных, а ПВО, в свою очередь, сформировала польскую боевую дружину, принявшую участие в январских боях 1918 года в Киеве на стороне Центральной рады.

#### Взаимоотношения Украинской державы и Королевства Польского
Согласно Брестскому миру, подписанному 9 февраля 1918 года между Украиной и Центральными державами, вопрос украинско-польской границы должна была окончательно решить комиссия на основании «этнографических отношений и с согласованием желаний населения».

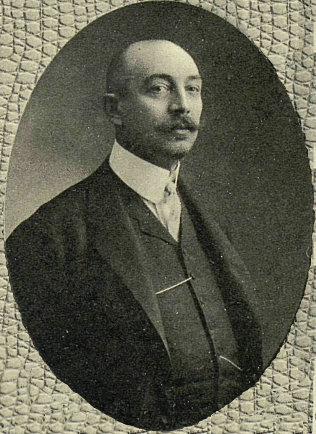
Станислав Ванькович — Чрезвычайный министр и Полномочный посол Польши при Гетмане Украины

Твёрдая позиция Киева в вопросе реализации условий Брестского мира касательно северо-западных границ вынудила Регентский совет Королевства Польского инициировать установление дипломатических отношений с Украиной. В Киев прибыл Станислав Ванькович — представитель в ранге чрезвычайного посла и уполномоченного министра, а 7 октября 1918 года МИДу Украины им был передан список членов польского дипломатического представительства в составе советника, 1-го и 2-го секретаря, позже к ним присоединились консульский советник, военный атташе и руководитель реэмиграционного отдела. В ответ Совет министров Украинской державы 20 октября 1918 года принял постановление про создание в Варшаве посольства 2-го разряда, выделив на его создание 31 222 карбованца, однако в связи с начавшимся на Украине восстанием оно так и не начало действовать. 26 ноября 1918 года со стороны Украины был назначен вице-консул в Лодзи, 29 ноября 1918 года — временно исполняющий обязанности генерального консула в Варшаве. Со стороны Польши же планировалось открытие генерального консульства в Киеве и консульств в Одессе, Харькове и Елизаветграде, что, однако, не было реализовано ввиду развернувшихся в дальнейшем событий.

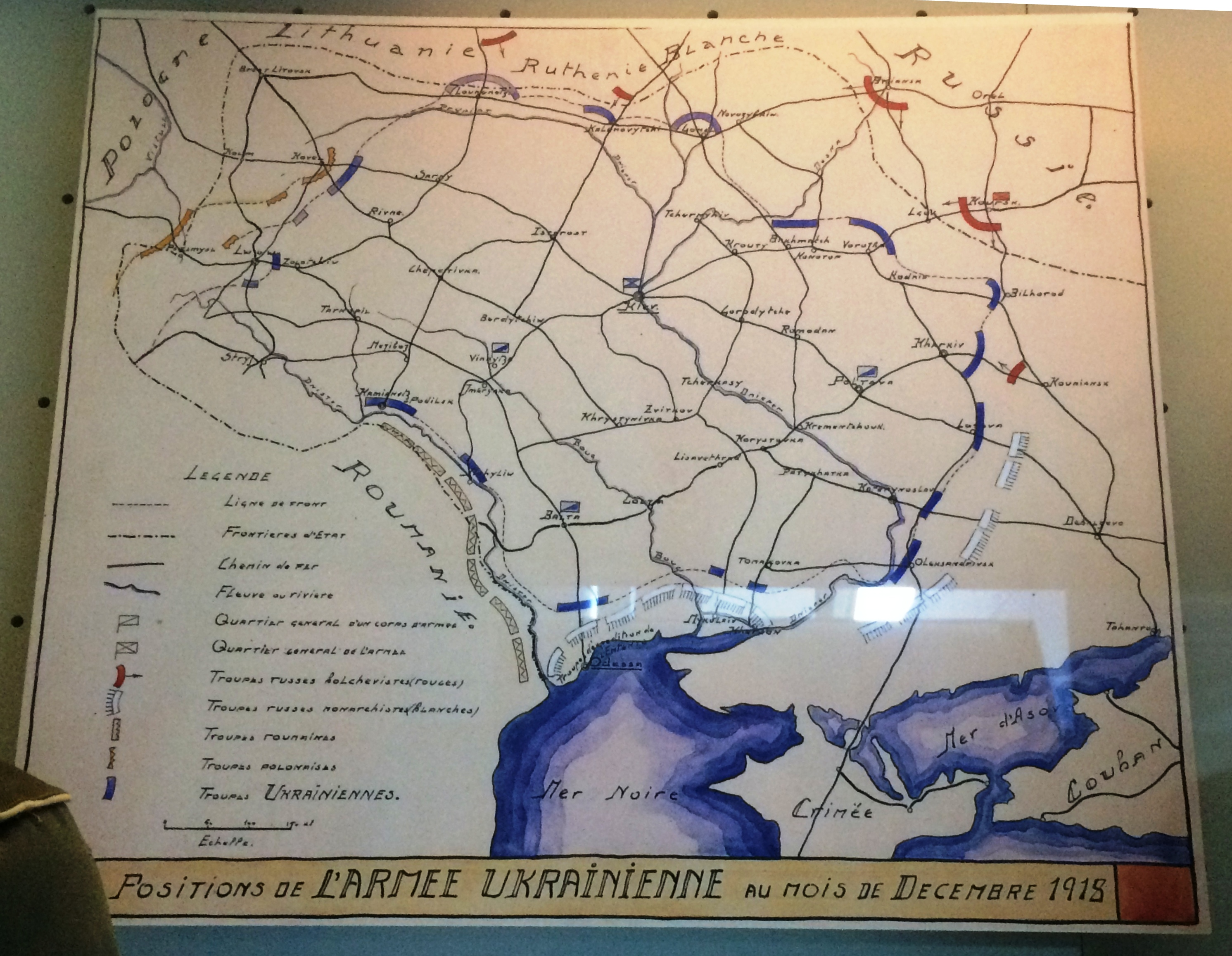
Положение украинской армии в декабре 1918 года. Бельгия, Брюссель, Бельгийский музей королевской армии и военной истории

После установления дипломатических отношений основными вопросами в взаимоотношениях стали проблемы польских беженцев и воинских формирований на территории Украины. Так, украинским правительством польскому послу был выделен беспроцентный кредит в размере 1 000 000 карбованцев на предоставление помощи польским беженцам, а поляки, которые желали переселиться на историческую родину, были освобождены от службы в украинской армии. Касательно же польских формирований создававшихся на Волыни и передислоцирующихся на родину из Новороссийска и Николаева украинской стороной было принято решение инициировать подписание с польским представителем договора, предусматривающего обеспечение данных формирований обмундированием и снаряжением со стороны украинского правительства. Подобные шаги навстречу полякам Киев делал в расчёте на доброжелательную и конструктивную позицию Варшавы в вопросе демаркации межгосударственной границы, уже заручившись в этом вопросе поддержкой Германии. Однако вследствие Ноябрьской революции и выхода Германии из Первой мировой войны Украина лишилась её поддержки в данном вопросе, в то же время Регентский совет в Варшаве передал власть Юзефу Пилсудскому. Новые польские власти выдвинули претензии на Восточную Галицию и Западную Волынь, оккупировав к концу ноября часть последней, Холмщину и Подляшье. Одновременно с этим в Восточной Галиции началась война между провозгласившей независимость ЗУНР и Польшей, в которой Надднепрянская Украина выступила на стороне галицких украинцев. Таким образом к концу 1918 года Украина фактически оказалась в состоянии войны на два фронта, одновременно ведя боевые действия как против большевиков, так и против поляков.

#### Польско-украинская война

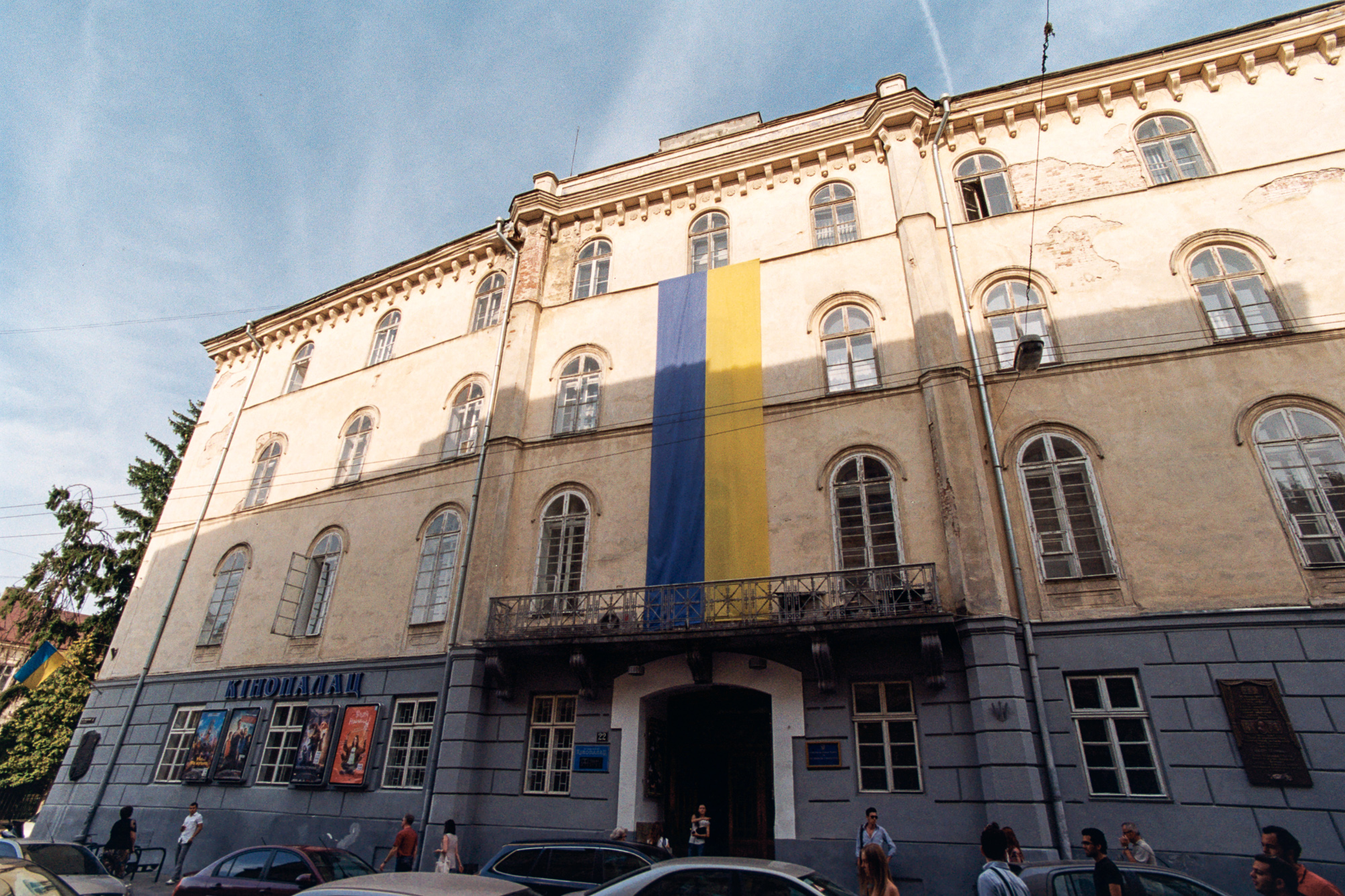
Народный дом — здание, в котором в 1918 году заседал Украинский национальный совет. Украина, Львов, ул. Театральная, 22

В ходе распада Австро-Венгрии в октябре 1918 года поляки и украинцы империи начали формировать собственные государственные институты на землях Королевства Галиции и Лодомерии. 9 октября польскими депутатами Рейхсрата было оглашено решение о вхождении бывших земель Речи Посполитой (в том числе Галиции) в состав воссозданного Польского государства. В ответ на подобные действия 18 октября украинцами во Львове был создан Украинский национальный совет — орган с полномочиями парламента, который на следующий день провозгласил создание Украинского государства на территории Галиции, Буковины и Закарпатской Украины; в то же время поляками 28 октября в Кракове в противовес ему образована была Польская ликвидационная комиссия, провозгласившая себя представительским органом Польского государства на бывших австро-венгерских землях. В подобной обстановке противостояние из политического начало перерастать в военное — 1 ноября, не дожидаясь передачи власти украинцам из рук правительства Австро-Венгрии, по решению украинского Центрального военного комитета (организация сформированная украинскими военными в средине сентября 1918 года) лояльные ему подразделения заняли все важные учреждения Львова, поляками в ответ был создан Польский комитет народовый, в тот же день в городе вспыхнули бои. Одновременно с данными событиями украинцы взяли власть в Золочеве, Коломые, Жолкве, Раве-Русской; в Люблине, Кракове, Ярославе, Грубешове,
Перемышле начались польско-украинские столкновения. Только 3 ноября, уже в условии боёв, местное австро-венгерское руководство официально передало власть во Львове и Галиции украинским лидерам.

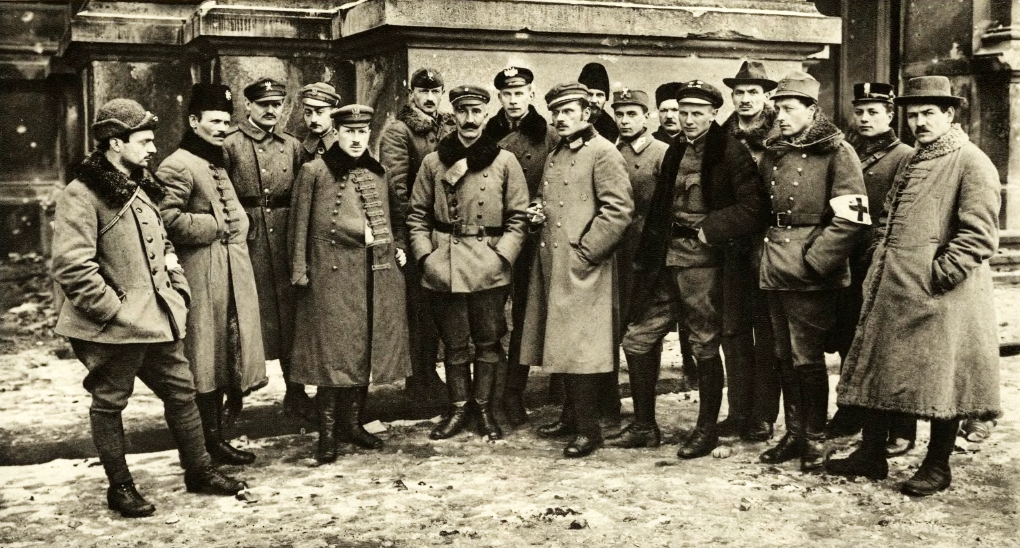
Польское командование обороны Львова. 1918 год

С 5 по 20 ноября линия размежевания между сторонами оставалась неизменной. За этот период украинцами было сформировано Правительство и 13 октября провозглашена Западно-Украинская Народная Республика (ЗУНР). Также в этот период начали приобретать регулярные черты и вооружённые силы противников — Галицкая армия и Войско Польское. Однако, позиционный период, кульминацией которого стало двухдневное перемирие, закончился 21 ноября вследствие польского авианалёта на Львов вынудившего украинские силы покинуть город, отступить на 30 км в западном, северном, южном направлениях и взять город в осаду, которая продлилась до мая 1919 года. В этот же период в войну фактически вступила Румыния — 11-12 ноября румынские войска без серьёзного сопротивления заняли Северную Буковину.

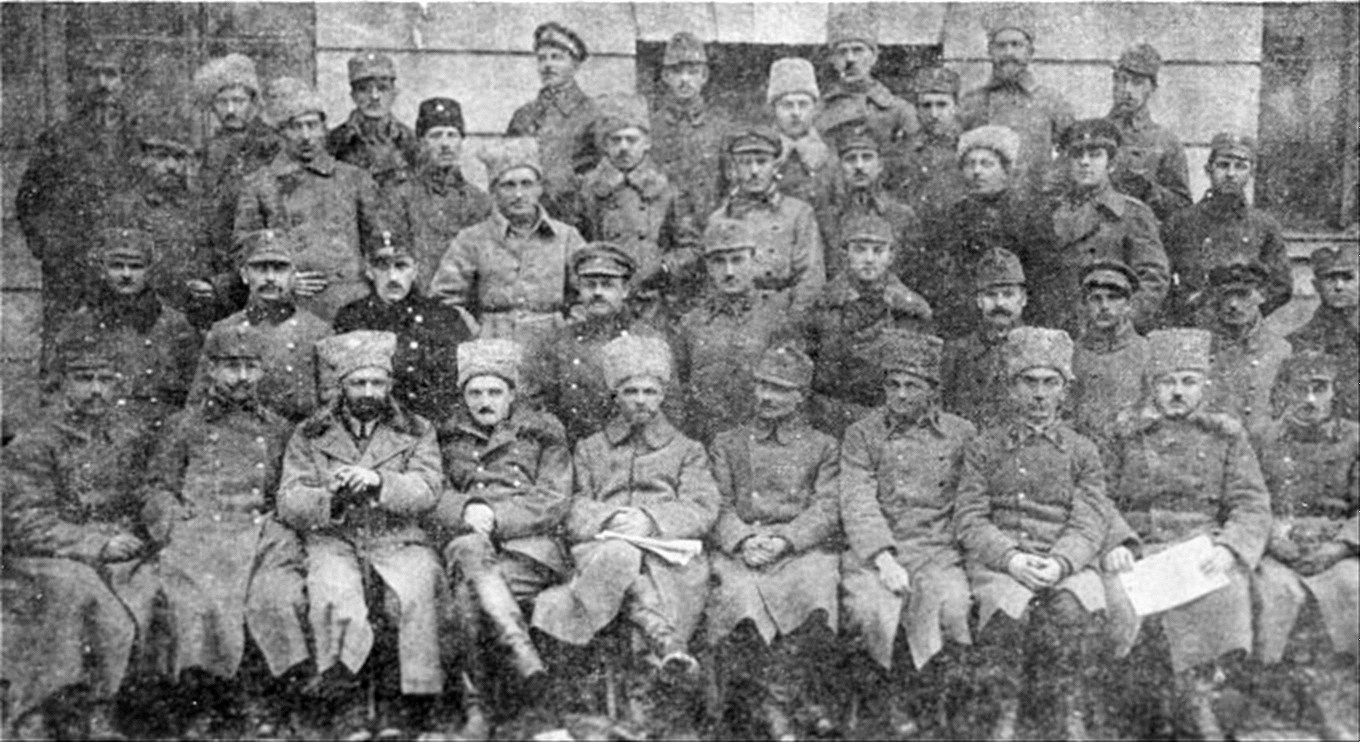
Верховное командование Галицкой армии. Ходоров, 1919 год

С самого начала конфликта галицкие украинцы стали получать финансовую и военную поддержку со стороны надднепрянских (сначала от Украинской державы, а в дальнейшем и от возрождённой Украинской Народной Республики), однако после провозглашения Акта объединения УНР и ЗУНР («Акта Злуки») Надднепрянщина вступила в войну уже непосредственно. Ввиду этого территории охваченные боевыми действиями расширились — в начале января 1919 года польские войска вторглись на Волынь и уже к 14 января контролировали ключевые населённые пункты региона. В ответ части Галицкой армии и Армии УНР создали на Волыни совместные Холмско-Волынский и Серверо-Западный фронты посредством которых отбили у поляков Владимир-Волынский и Ковель. К декабрю-январю значительные бои шли также за Раву-Русскую, Перемышль и Хыров.
К началу февраля 1919 года инициатива понемногу начала переходить к украинцам начавшим наступательную операцию с целью полного окружения и захвата Львова и, в дальнейшем, Перемышля. Однако 25 февраля по требованию Верховного совета Антанты она была остановлена. Воспользовавшись перемирием на время переговоров поляки перекинули значительные силы ко Львову и провели его деблокирование. Дальнейшие переговоры не принесли никаких результатов и 15 мая польские войска, усиленные к этому моменту прибывшей из Франции Голубой армией и заручившиеся поддержкой Румынии (присоединилась к наступлению 24 мая), начали масштабное наступление прорвав фронт в нескольких местах, оттеснив украинцев на восток в так называемый «Треугольник смерти» и в то же время столкнувшись с советской 12-й армией

Мемориал воинам Галицкой армии. Украина, Львов, Лычаковское кладбище
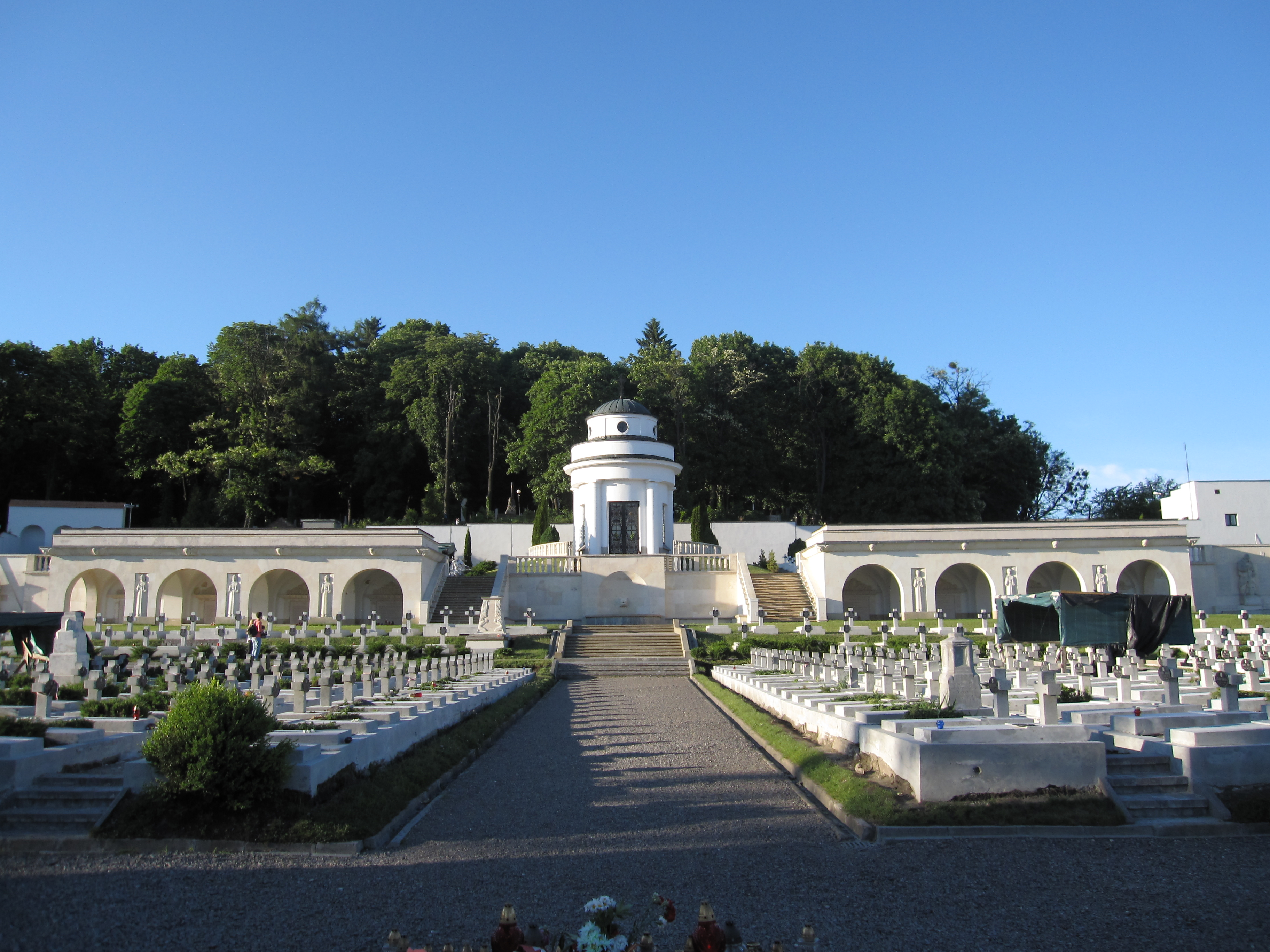
Мемориал львовских орлят. Украина, Львов, Лычаковское кладбище

#### Союз Польского государства и Украинской НР против большевиков

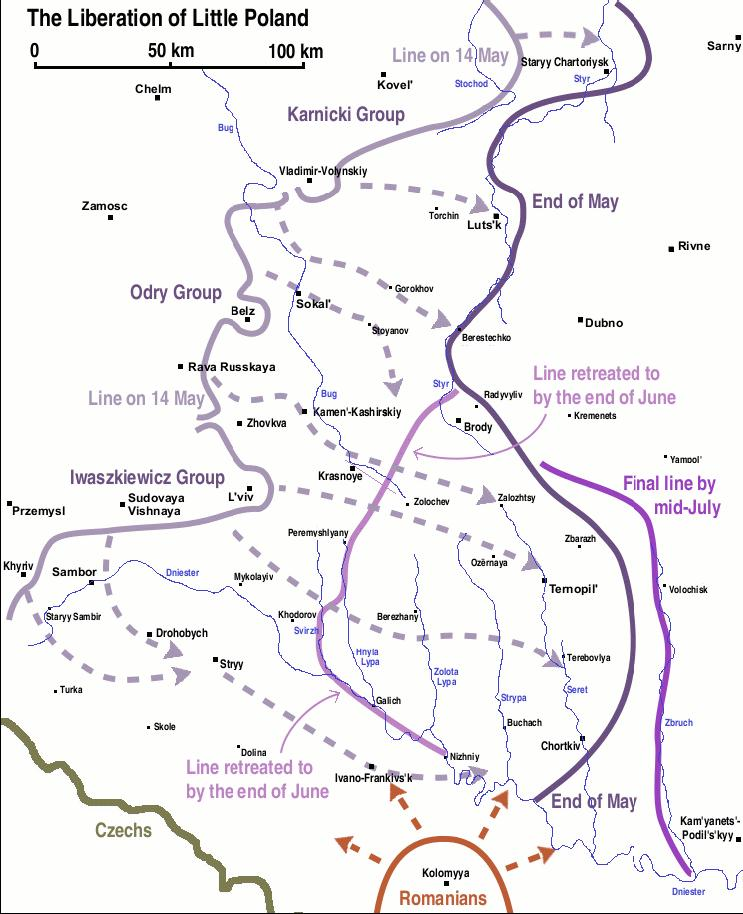
Заключительный этап Польско-украинской войны. Май-июль 1919 года

С увеличением напора сил большевиков и отступлением Армии Украинской Народной Республики на Правобережье произошла перемена политического курса Директории УНР в сторону достижения взаимопонимания со странами Антанты и Польшей с целью привлечения военных сил этих государств к борьбе против большевиков. В то же время, несмотря на боевые действия, ни Польша, ни УНР официально не объявляли войны друг другу, поэтому польская дипломатическая миссия продолжала находиться при Правительстве УНР и в начале 1919 года высказывалась за прекращение боевых действий и военное взаимопонимание, а Украиной в ноябре 1918 года и январе 1919 года в Варшаву были направлены дипломатические миссии во главе с Вячеславом Прокоповичем, по итогам обсуждений с которыми польская сторона заявила о готовности принять официальную украинскую делегацию для ведения переговоров. 24 мая 1919 года уполномоченным вести переговоры от имени УНР Борисом Курдиновским и Премьер-министром и министром иностранных дел Польши Игнацием Яном Падеревским был подписан договор, по которому УНР признавала себя не в состоянии решать судьбу Восточной Галиции, соглашалась на права Польши на Западную Волынь, а Польша обязывалась помочь УНР войсками в войне с большевиками на условиях военной конвенции, которая должна была быть заключена позже. Однако в дальнейшем данный документ отказалась признавать как Польша (Сейм отказался его ратифицировать), так и УНР (Директория заявила, что Курдиновский значительно превысил свои полномочия). В июне 1919 года, во время Чертковского наступления Галицкой армии, во Львове между делегацией во главе с генералом Армии УНР Сергеем Дельвигом и польским генералом Родзевичем велись переговоры о прекращении войны и возможности сотрудничества против большевиков. Украинцы в данных переговорах настаивали на том, что для организации сплошного фронта против врага им нужна часть Галиции, поляки же настаивали на предоставлении украинцам лишь права на использование железной дорогой за Збручем. По итогам переговоров, в ночь на 16 июня 1919 года, было подписано соглашение, обязывающее обе стороны прекратить боевые действия к 6:00 утра 21 июня и отойти на линию занимаемую сторонами 1 июня 1919 года с 10-километровой нейтральной полосой, а также предусматривающее дальнейшее переговоры в Варшаве. Данное соглашение игнорировало достижения наступательной операции Галицкой армии начавшейся 8 июня, поэтому командованием Галицкой армии было принято решение её игнорировать и продолжать наступление, в свою очередь Войско польское прекратило боевые действия против основной Армии УНР и продолжало их только против Галицкой армии вплоть до отступления её за Збруч 16 июля 1919 года.

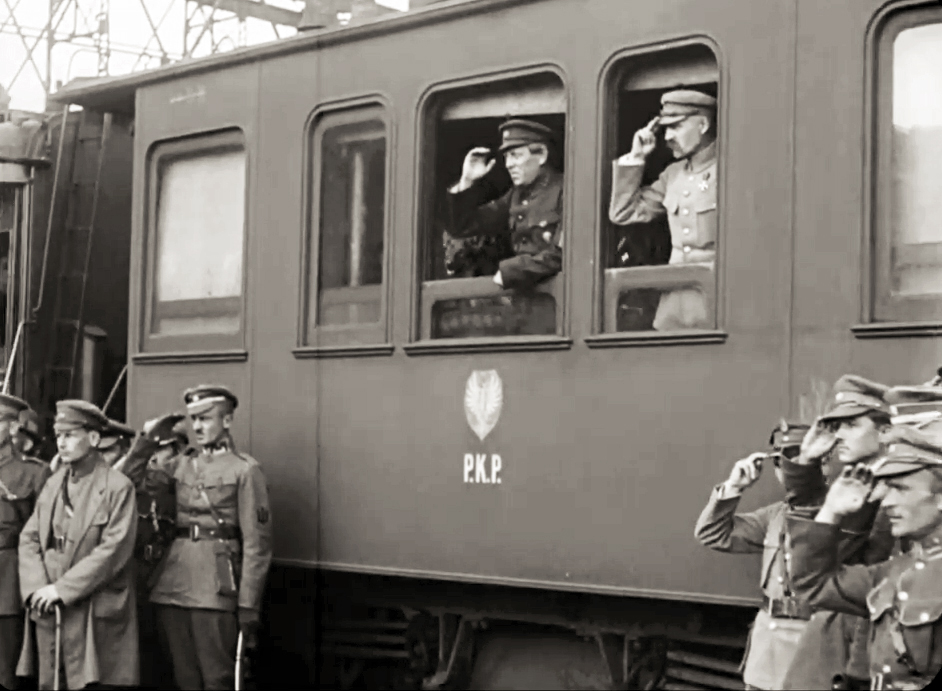
Председатель Директории Украинской Народной Республики Симон Петлюра и Глава Польского государства Юзеф Пилсудский в Виннице. Апрель 1920 года

Дальнейшие украинско-польские переговоры проходили в июле 1919 года во Львове и с 10 августа 1919 года в Демблине, делегации обоих государств принимали участие в качестве наблюдателей в Тартуской конференции балтийских стран в октябре 1919 года, по итогам переговоров 22 апреля 1920 года между Польшей и УНР было подписано политическое соглашение, согласно которому Польша признавала независимость УНР и Директорию во главе с Симоном Петлюрой как верховную власть в ней; граница между Польшей и Украиной устанавливалась по реке Збруч через Волынь до реки Припять, к Польше переходили Восточная Галиция, Холмщина, Подляшье, частично Полесье и семь повятов Волыни (территория с почти 10-миллионным населением, в основном украинским); на Украине возобновлялись права польских помещиков; обе стороны обязались не заключать международных соглашений, которые бы вредили интересом подписавших сторон; взаимно обеспечивались культурно-национальные права меньшинств; предвиделось подписание торгово-экономического договора (аграрный вопрос должен был быть решён после созыва на Украине парламента). 24 апреля в дополнение к политическому соглашению была заключена Военная конвенция, согласно которой поляки должны были снарядить три дивизии УНР; по взаимному согласованию стороны должны были начать совместное наступление под общим польским командованием; в штаб Армии УНР назначались польские офицеры; польские военные получали контроль над украинскими железными дорогами на время всей военной компании; польские офицеры принимали участие в организации и становлении украинских правительственных структур; Правительство УНР должно было обеспечить польские войска на Украине продуктами и гужевым транспортом (в случае невыполнения данного условия поляки получали право производить реквизиции). Кроме того, после заключения мира делегации обоих государств приняли участие конференции в Булдури проходившей в августе 1920 года. По её итогам были созданы Совет уполномоченных балтийских государств и Совет военных представителей стран-участниц (Литва не приняла участия в работе из-за разногласий с Польшей).

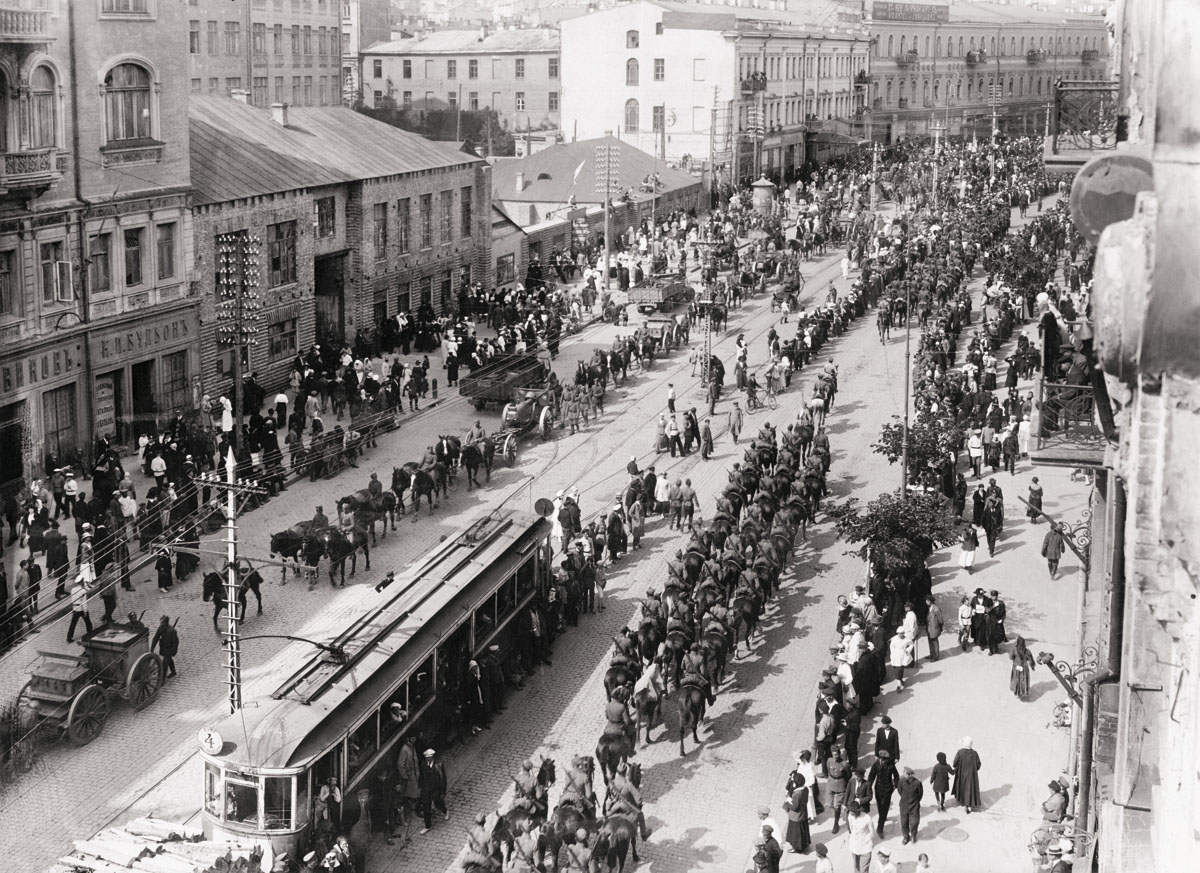
Польско-украинские войска вступают в Киев. Крещатик, май 1920 года

25 апреля 1920 года польско-украинские силы начали совместное наступление в киевском направлении, к 30 апреля они заняли Правобережную Украину, 7 мая вошли в Киев, но начавшееся 26 мая контрнаступление большевиков вынудило польско-украинские силы к отступлению. 12 июня был оставлен Киев, при этом был взорван Николаевский цепной мост. К концу июня боевые действия были перенесены на Западную Украину, 15 июля была провозглашена Галицкая Социалистическая Советская Республика, 30 июля сформирован Временный революционный комитет Польши, 12 августа начался штурм Варшавы. 18 апреля случился перелом войны в пользу польско-украинских сил — к средине сентября 1920 года ими была занята вся Западная Украина, а 21 сентября Армия УНР вступила на территорию Надднепрянщины, но 12 октября 1920 года в Риге Польшей, с одной стороны, и РСФСР с УССР — с другой, был подписан договор про перемирие и перлиментарные условия мира. В то же время советские войска продолжили наступление на территорию УНР и 21 ноября 1920 года заняли временную столицу УНР Каменец-Подольский — Правительство и Армия УНР были вынуждены отступить на территорию Польши.

#### Взаимоотношения Польши и Правительства УНР в изгании

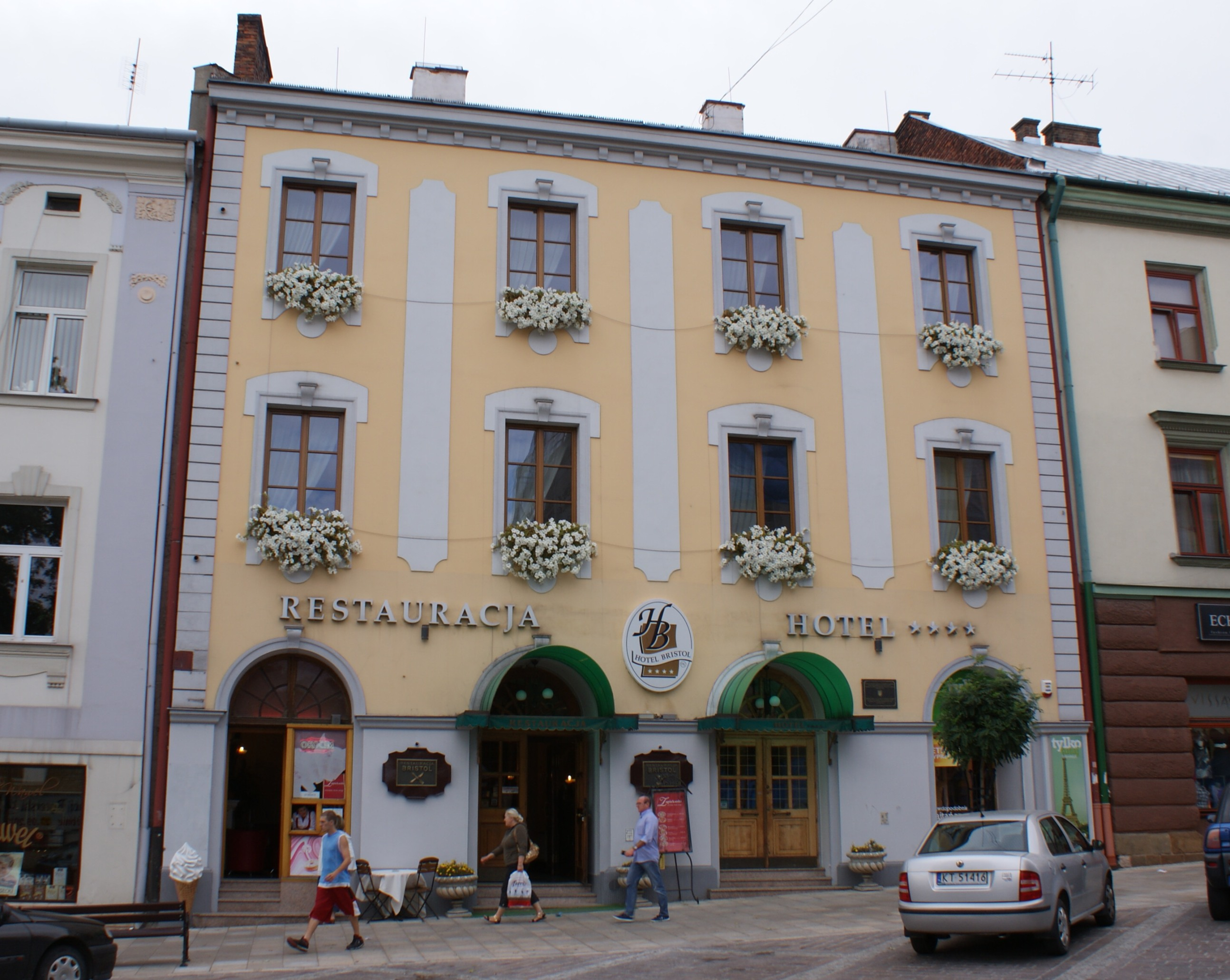
Здание, в котором в 1920—1922 годах размещались Совет, Правительство и Главный атаман Вооружённых сил УНР Симон Петлюра. Польша, Тарнув, ул. Краковская, 9

После эвакуации с Украины Правительство Украинской Народной Республики расположилось в Тарнуве, откуда продолжило свою деятельность как признанное Польской Республикой Правительство Украины и начало проводить мероприятия по организации и поддержанию боеспособности подчинённых ему войск. В целом, к ноябрю 1920 года в Польшу эвакуировалось 65 украинских послов, 14 министров, около 1 680 правительственных служащих, 3 500 офицеров и 11 500 солдат, правовое положение которых было нормировано инструкцией Министерства военных дел Польши от 2 декабря 1920 года — Армия УНР признавалась дружественной и союзной и обеспечивалась соответствующими условиями пребывания в лагерях для интернированных, которых изначально на территории Польши было создано шесть: в Александруве-Куявском для 4-й Киевской и 6-й Сечевой стрелецкой дивизии, в Вадовице (лагерь № 2) для Отдельной конной и 1-й Запорожской стрелецкой дивизии, в Петрокове для Штаба Действующей Армии и Пулемётной дивизии, в Ланьцуте для Отдельного корпуса пограничной охраны и 5-й Херсонской стрелецкой дивизии, в Ченстохове для правительственного и военного резерва, кроме того в Чемстохова на цивильном положении располагались работники и старшины Военного министерства и Генерального штаба Армии УНР, в дальнейшем было открыто ещё два лагеря — в Чемстохое и Стшалково (лагерь № 1). К 20 января 1921 года в лагерях уже насчитывалось 17 464 старшин и казаков Армии УНР и 21 января Правительством УНР с согласия Пилсудского и при непосредственном участии польского Генштаба был сформирован Партизанско-повстанческий штаб (ППШ) — специальный орган, в задачи которого входило решение всех вопросов, связанных с вооруженным противодействием большевистской власти и внедрением в жизнь широкой системы организации будущего общего вооруженного восстания для свержения советской власти на Украине, а также подготовка вооруженных формирований Армии УНР к переходу через польско-советскую границу. После создания ППШ польская сторона взяла на себя обязательство создать условия для переезда и размещения данного органа во Львове, позволила использовать интернированных украинских старшин и казаков как посланцев на Украине, а также освободить из лагерей 2 000 украинских воинов и обеспечить их необходимой амуницией для похода на Украину и поднятия широкомасштабного антибольшевистского восстания, однако 18 марта 1921 года между Польшей, РСФСР и УССР был подписан Рижский мирный договор, согласно которому к 1 мая 1921 года Правительство и Совет Республики УНР должны быть высланы за пределы первой. В связи с данным условием поляки официально отмежевывались от открытой поддержки украинских повстанцев на своей территории и 21 апреля 1921 года Правительство УНР потеряло свой специальный статус на территории Польши.

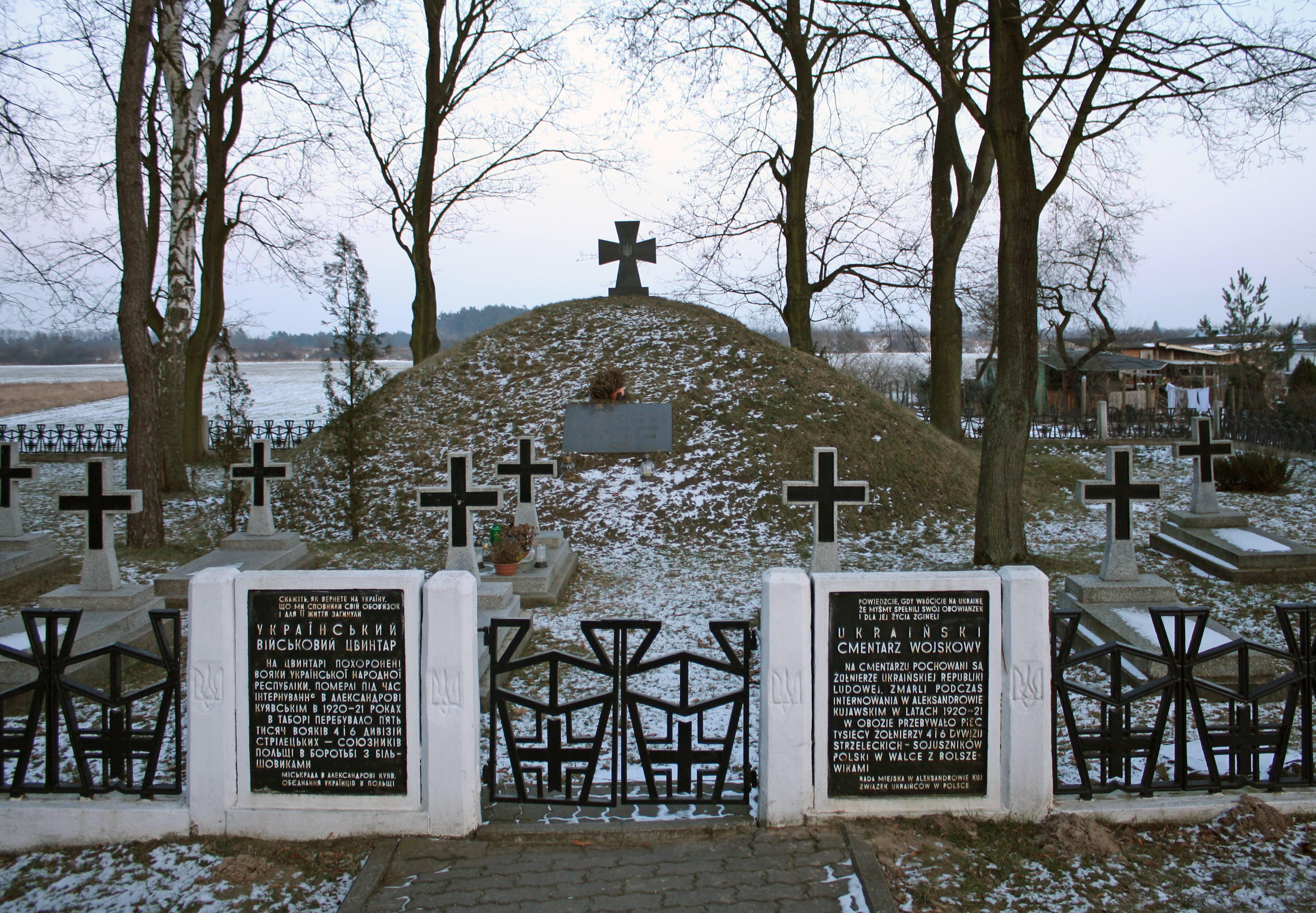
Казацкая могила — захоронение 17 украинских воинов умерших во время интернирования в лагере № 6 в 1920—1921 годах. Польша, Александрув-Куявский

Несмотря на условия советско-польского договора, против полного разрыва отношений с Правительством УНР в эмиграции выступил польский Генеральный штаб. Поэтому, для обхода условий Рижского мира, правительственные органы УНР на территории Польши были преобразованы в Украинский центральный комитет (УЦК) и Украинскую военную ликвидационную комиссию в Польской Республике, признанные польским руководством легальными украинскими организациями. Руководство ППШ, в тесном контакте с польским Генштабом, продолжило разрабатывать подробные планы всеукраинского восстания. УЦК получал финансирование от Правительства Польши (в конце 1921 года на счета Министерства труда и гражданской опеки Польши на потребности УЦК было внесено 68 000 000 польских марок), вёл переговоры с польскими властями про судьбу украинских эмигрантов на польской территории (польская сторона признавала безусловное право на политическое убежище всех эмигрантов из Украины прибывших на территорию Польши до 12 октября 1920 года, в отношении всех остальных украинских беженцев, прибывших после указанной даты, то МВД Польши обещало признать за ними право политического убежища только после составления и подачи соответствующих списков Украинский центральным комитетом на утверждение МВД Польши) и о материальных и денежных средствах, которые были присвоены польскими военными в середине 1920 года во время разграбления Государственной Казны УНР, а также пытался отсудить у польских властей автомобили, которые находились в собственности УНР, но в ходе боевых действий различными путями были захвачены поляками. Тем временем ППШ начали преследовать неудачи — восстание не было начато 20 мая 1921 года из-за разногласий с Русским политическим комитетом, силы которого должны были в нём также участвовать; новый план восстания обсуждаемый на совещании проведённом 17 июня 1921 года между ППШ и польским командованием стал известен советской разведке, в ответ УССР обвинил Польшу в нарушении Рижского мира и уничтожило почти всю подпольную сеть ППШ на своей территории. Несмотря на постоянно проходившие после данных событий совещания между ППШ и польским командованием касательно начала выступления, польская сторона начала вести себя непоследовательно — стала настаивать на перенесении очага восстания подальше от польско-советской границы в район Одессы-Ольвиополя и на Полтавщину, что было связано с опасениями дать основание для агрессии со стороны Советской России против Польши; не предоставила необходимого количества обещанных лошадей, вооружения и снаряжения; а 7 октября 1921 года подписала протокол с РСФСР в котором обязалась разоружить украинские и белорусские части на своей территории (несмотря на это, офицеры польского Генштаба передали украинскому командованию диспозицию польских войск посланных на разоружение украинских подразделений). В таких условиях Армия УНР была вынуждена начать Второй Зимний поход, который закончился окончательным поражением сил УНР под Базаром 17 ноября 1921 года. В декабре 1923 года, после нот протеста со стороны СССР, Правительство УНР в изгнании покинуло территорию Польши.

#### Взаимоотношения Польши и Украинской ССР после Рижского мира

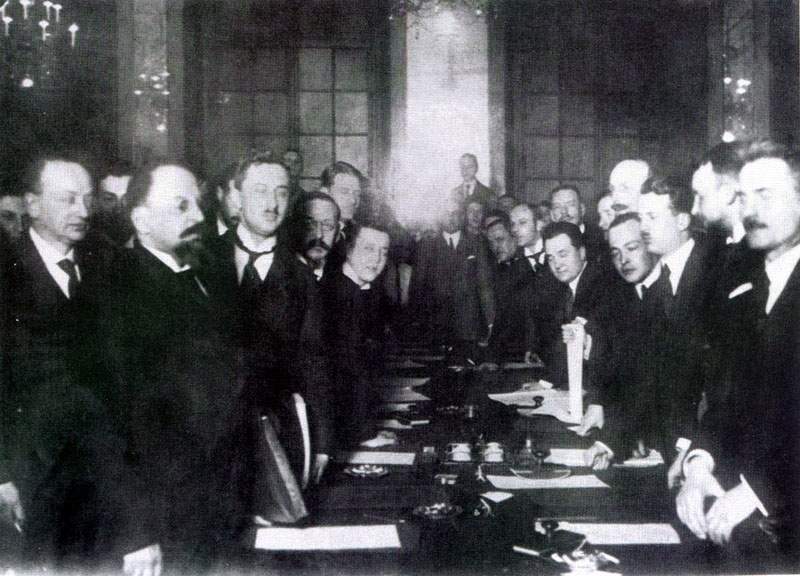
Подписание Рижского мира. Латвия, Рига, Дом Черноголовых, 18 марта 1921 года

12 октября 1920 года в Риге между Российской СФСР и Украинской ССР, с одной стороны, и Польской Республикой — с другой, был подписан договор о перемирии и прелименарные (предварительные) условия мира — документы фактически завершившие Советско-польскую войну, а 18 марта 1921 года — Рижский мирный договор, оформивший её окончание юридически. По данному соглашению Польша признавала УССР независимым государством, её правительство — единственным законным правительством Украины, а Советская Украина, в свою очередь, признавала включение в состав Польши Западной Украины (Восточной Галиции, Холмщины и части Волыни). Договором граница устанавливалась по линии фактического соприкосновения армий без учёта этнических и исторических принципов и окончательно была закреплена лишь в августе 1924 года по итогам работы смешанной советско-польской пограничной комиссии. Дипломатические отношения, обязательность которых была закреплена миром, официально были установлены 6 октября 1921 года — полномочным представителем УССР в Польше стал Александр Шумский, представителем Польши при правительстве УССР — граф Францишек Ян Пулавский.

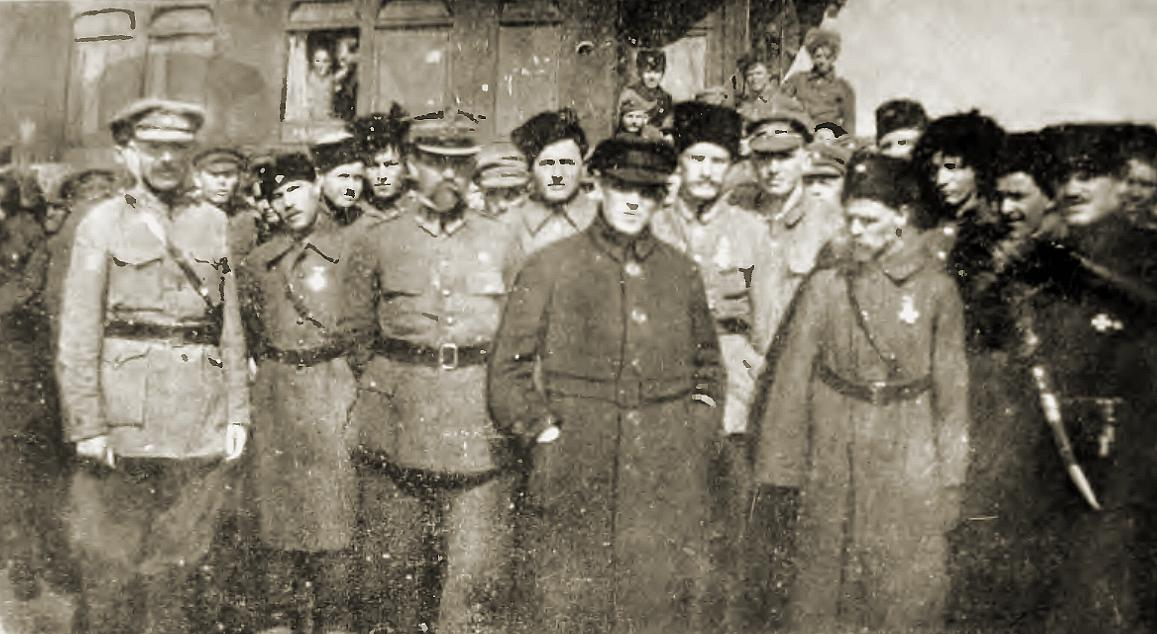
Симон Петлюра и интернированные украинцы в лагере № 2. Польша, Вадовице, 9 апреля 1921 года

Рижский мир денонсировал Варшавский договор между Польшей и Украинской Народной Республикой, а его 5 статья предусматривала отказ сторон от поддержки враждебных друг другу организаций на своей территории, но, несмотря на всё это, правительство УНР продолжало находиться на территории Польши. Вместе с тем к 1920 году в Польше находилось 12 000 офицеров и солдат УНР (по советским данным) либо 40 000 человек, среди которых 65 депутатов, 14 министров, 1680 чиновников, 3530 офицеров и почти 11 500 солдатов (по польским данным), при этом в лагерях для интернированных сохранялись военные структуры и велись военные занятия, офицеры не разоружались, а вооружение складировалось рядом с лагерями. Данная фракция украинской эмиграции вплоть до Второго Зимнего похода получала активную поддержку своей антисоветской деятельности со стороны польского Генштаба. Кроме того, польские власти фактически спасли командующего Революционной повстанческой армии Украины Нестора Махно. Подобная ситуация вызывала официальные протесты советских правительств, которые возымели действие лишь в 1923 году — уже в период СССР. В то же время протесты Польши вызывало существование на её территории подпольных коммунистических организаций созданных при поддержке Москвы. Ввиду данного конфликта была заморожена и возобновлена только после его разрешения работа смешанной советско-польской пограничной комиссии.

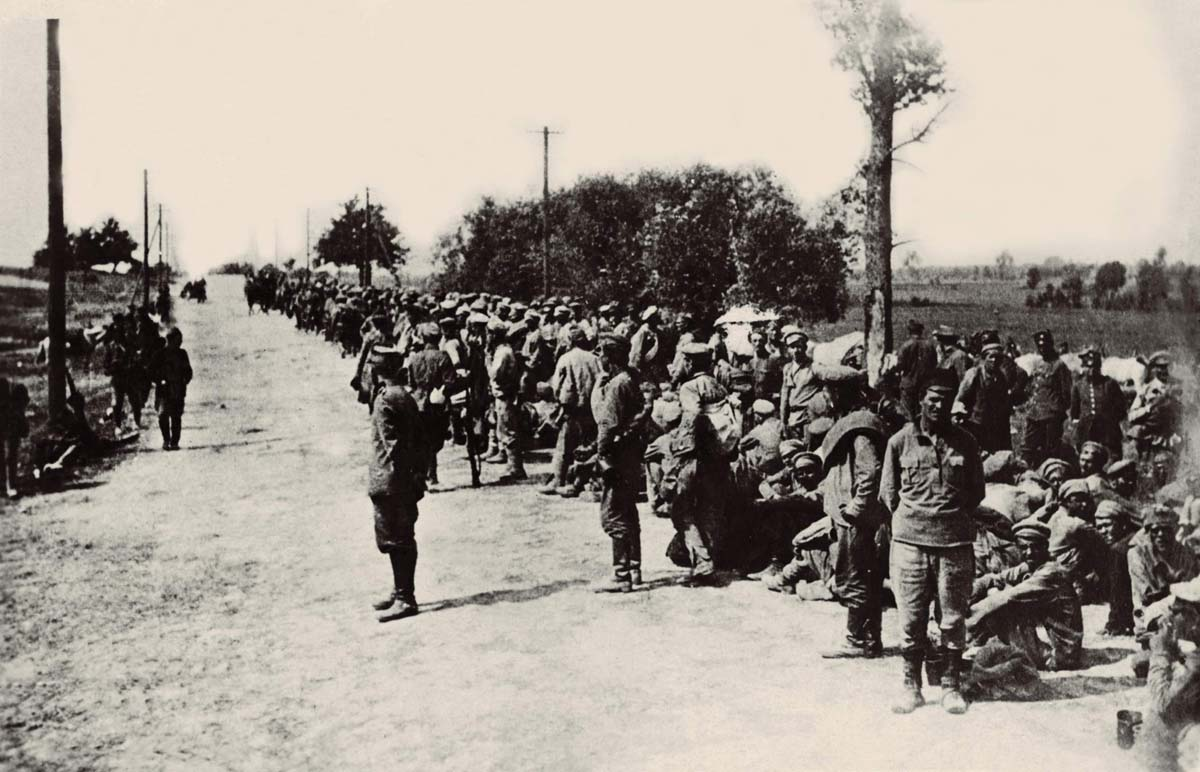
Советские военнопленные после Варшавской битвы. Польша, дорога между Радзымином и Варшавой, 1920 год

Ещё одним важным вопросом, возникшим после окончания войны, стала репатриация военнопленных и беженцев. Данный вопрос был поднят Польшей ещё до заключения Рижского мира, в результате чего 24 февраля 1921 года был заключён Договор о репатриации и создана смешанная комиссия состоящая из двух делегаций — российско-украинской, работавшей в Варшаве, и польской, работавшей в Москве. По данным эвакуационного комитета на Украине, к 18 апреля 1921 года было зарегистрировано 122 600 поляков желавших выехать в Польшу (при этом регистрация продолжалась), однако польская сторона опасалась того, что возвращающиеся польские военнопленные, как и репатрианты, были в значительной степени носителями большевистских идей и чтобы успеть профильтровать возвращающихся отказывалась от расширения сети пропускных пунктов на границе, что затянуло репатриацию. В итоге репатриация поляков из СССР завершилась лишь в 1924 году, а на территории СССР, по данным польских источников, осталось 1 500 000 поляков. В то же время Российско-украинскую делегацию по делам репарации (РУД) в первую очередь интересовали эмигранты-сторонники УНР — она начала сбор данных про бойцов армии УНР в лагерях для интернированных и развернула активную агитацию, направленную на возвращение рядовых и офицеров на Украину, а Всеукраинский центральный исполнительный комитет, в свою очередь, огласил «полную личную амнистию находящимся за рубежом рабочим и крестьянам УССР, участвовавшим как рядовые в рядах армий С. Петлюры, Скоропадского, Деникина, Врангеля, Булак-Булаховича и других врагов рабоче-крестьянской власти», а также предоставил право лично обращаться с просьбой о возвращении к РУД представителям командирского состава данных армий. Тем не менее советская делегация наталкивалась на крайнюю враждебность и противодействие со стороны данных кругов (вплоть до нападений), а те, кто всё же соглашался на репатриацию на Советскую Украину — воспринимались ими как предатели и изолировались. Репарация данной части украинцев проходила крайне тяжело и долго, в её итоге к февралю 1923 года через Шепетовку на Украину вернулись лишь 3000 военнослужащих, из которых 25 % офицеров. Также РУД пыталась добиться смягчения режима в польских лагерях для советских военнопленных. Кроме того, исходя из коммунистических классовых позиций, советская делегация пыталась вывезти на территорию Украины поляков-коммунистов, граждан Польши, причём данной инициативе отдавался приоритет перед созданием условий для возвращения на родину жителей Украины. В итоге всей данной деятельности к апрелю 1924 года из Польши в СССР вернулось 1 100 000 граждан, среди которых 15-25 % поляков и около 65 % украинцев и белорусов (основная часть из них — крестьяне, 25 % — оптанты).
Сразу же после образования СССР отдельное дипломатическое представительство УССР в Польше было ликвидировано.

### Интербеллум
В межвоенной Польше положение украинцев, как и белорусов, было тяжёлым. Школы национальных меньшинств в массовом порядке закрывались, а общественная жизнь подлежала стремительной полонизации. Члены украинских организаций, таких как УВО и ОУН, отвечали террористическими акциями и саботажем. Польские власти прибегли к акциям «умиротворения» украинцев — рейдам по украинским селениям, убив и покалечив значительное число мирного населения.

### Вторая мировая война

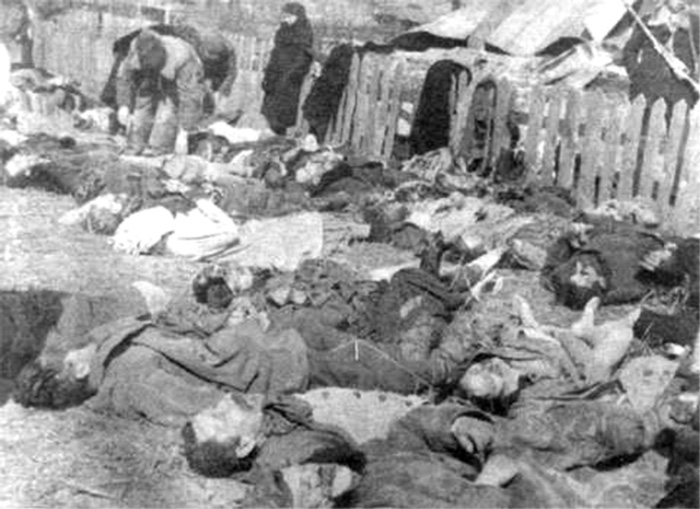
Убитые в результате действий УПА польские жители ныне несуществующего села Липники, Костопольский район (Волынь)

После начала Великой Отечественной войны, к немецким оккупационным войскам примкнули отряды украинских националистов, принимавшие участие в карательных акциях против еврейского и польского населения, таких как, вероятно, и убийство львовских профессоров. В 1943—1944 годах, Украинская повстанческая армия приступила к массовому уничтожению этнически польского гражданского населения, что вошло в историю под названием Волынская резня. Её жертвами стали до 80 тысяч человек. В то же время, Армия Крайова жестоко расправлялась с жителями украинских деревень (Резня в Сахрыни, Павлокомская резня, резня в Горайце и другие). Взаимные этнические чистки поляков и украинцев, предшествовавшие наступлению Красной Армии, являются сегодня одним из наиболее спорных моментов польско-украинских отношений.

### Послевоенная эпоха
После войны, граница между ПНР и УССР прошла по линии Керзона. По обе стороны границы оставались значительные национальные меньшинства. Польские власти сразу после войны приступили к созданию мононационального государства и решению национальных вопросов путём выселений и депортаций. Часть украинцев, проживавших на юго-востоке Польши была выселена в УССР, при этом дело не обходилось без убийств и насилия. В рамках операции «Висла», около 150 тысяч украинцев были депортированы в северные и западные регионы Польши, где позже ассимилировалась.
В то же время, из Львова и других крупных западноукраинских городов было депортировано в Польшу польское этническое население. Это значительно изменило этнический состав городов Западной Украины, которые после войны впервые стали преимущественно украинскими.

## Современность

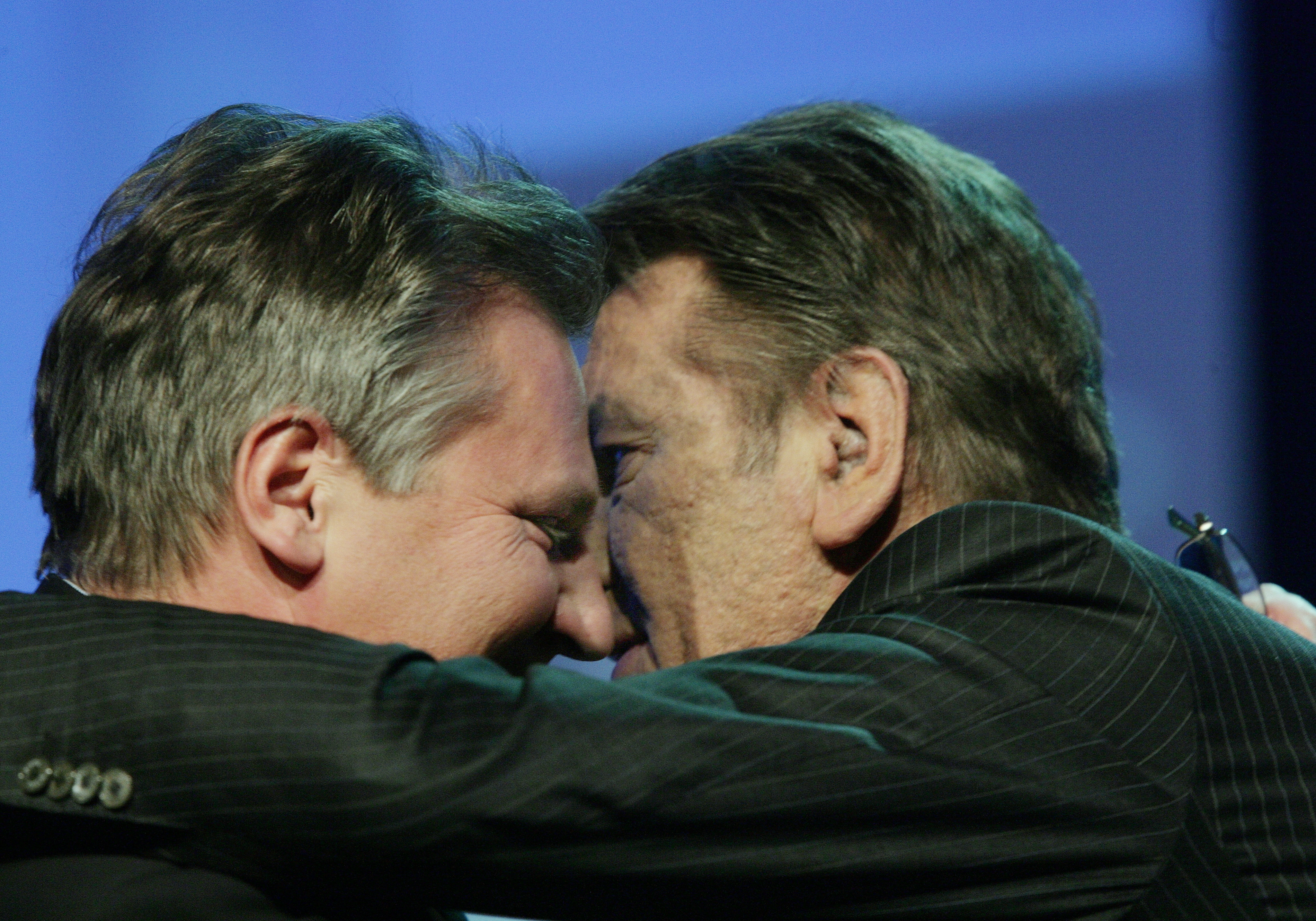
Объятия польского президента Квасьневского и украинского президента Ющенко, Давос, 2005 год

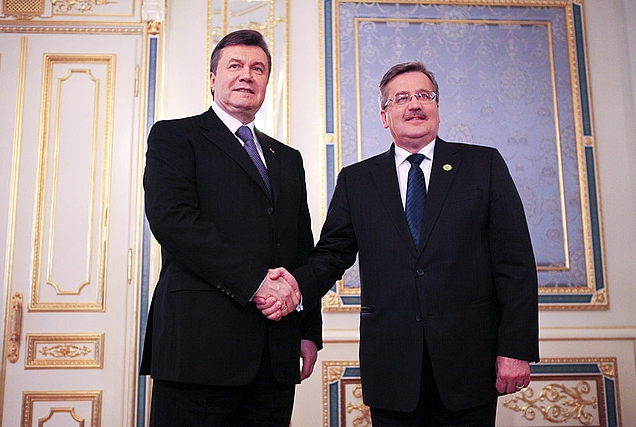
Виктор Янукович и Бронислав Коморовский, 2011 год

Дипломатические отношения между Польшей и независимой Украиной установились после распада СССР. Важной составляющей польской политики с тех пор стала поддержка украинского суверенитета, поскольку наличие буферного государства между Польшей и Россией соответствует польским интересам безопасности. После вхождения Польши в евроатлантические структуры, она провозгласила себя «адвокатом» Украины среди западных стран и проводником евроинтеграции Украины. Массивную поддержку со стороны Польши и польских посредников получила Оранжевая революция 2004 года. При президенте Ющенко польско-украинские отношения значительно улучшились, спорные исторические вопросы не поднимались. Обе страны получили право на совместное проведение Чемпионата Европы по футболу 2012 года.
С 1990-х годов решается проблема взаимной реституции культурных ценностей, вывезенных в XX веке. Например, Польша передала Украине часть архива общества Просвита за период с 1868 по 1923 годы.

### Конфликт вокруг культа ОУН-УПА и Степана Бандеры
В последнее время в Польше наблюдается тенденция к снижению терпимости по отношению к противоположным трактовкам исторических событий, особенно на фоне прославления УПА и Степана Бандеры в некоторых частях Украины. 15 июля 2009 года Сейм Польши в своём постановлении (принятым единодушной аккламацией без процедуры голосования) констатировал, что ОУН и УПА осуществили «антипольскую акцию — массовые убийства, имевшие характер этнической чистки и обладавшие признаками геноцида», кроме того, в резолюции Сейм «чтит память бойцов Армии крайовой, Самообороны Восточных Земель и Крестьянских батальонов, которые поднялись на драматическую борьбу по защите польского гражданского населения, а также с болью вспоминает о жертвах среди украинского гражданского населения».
15 июля 2013 года Сейм Польши принял специальную резолюцию, посвящённую 70-летию «Волынского Преступления» (такое название использовано в резолюции), где отмечается что преступления, совершённые ОУН-УПА, имели «организованный и массовый масштаб», что придало им «характер этнической чистки с признаками геноцида». В резолюции Сейма называется цифра погибших поляков в 1942—1945 гг. на территории Волыни и Восточной Галиции — около 100 тысяч человек. Также в резолюции Сейм заявил о том, что он «чтит память граждан II Речи Посполитой Польской зверски убитых украинскими националистами. Сейм Польской Республики выражает наивысшее признание солдатам Армии Крайовой, Самообороны Восточных Земель и Крестьянских Батальонов, которые вступили в героическую борьбу в защиту поляков». В сравнении с резолюцией от 15 июля 2009 года в резолюции 2013 года иначе сформулирован тезис о жертвах среди украинцев: «Сейм Польской Республики выражает свою благодарность украинцам, которые рискуя, а порой и отдавая свою жизнь, защищали польских собратьев от чудовищной смерти от рук Организации Украинских Националистов и отрядов Украинской Повстанческой Армии». Резолюция была принята 263 голосами при 33 против и 146 воздержавшихся. На результаты голосования повлияло то, что ряд оппозиционных партий настаивал на значительно более жёстком варианте резолюции, в котором события квалифицировались как «геноцид», а также 11 июля (день в 1943 году, в который украинскими силами были атакованы 99 населённых пунктов на Волыни, населённых поляками) предлагалось объявить «Днём памяти жертв Волынского Преступления», однако в итоговом варианте резолюции все эти предложения были отвергнуты. Итоговый вариант резолюции на заседании Сейма отстаивал министр иностранных дел Польши Радослав Сикорский.
В 2016 году сенат Польши признал Волынскую резню геноцидом.
В январе 2017 года, после постепенного ухудшения отношений, дело дошло до открытого конфликта. Он возник в связи с рядом действий вандального характера против памятников польским жертвам, а также в связи с запретом на въезд на Украину мэру Перемышля, который поддержал проведение в своём городе памятной акции в честь Львовских орлят. Польский МИД пригрозил Украине «серьёзными последствиями». В феврале председатель правящей партии Польши «Право и Справедливость» Ярослав Качиньский заявил:

Мы не можем на протяжении многих лет соглашаться, чтобы на Украине был культ людей, совершивших геноцид против поляков. Украинцы превзошли немцев в жестокости против поляков. Короче говоря, это дело определённого выбора Украины. Я чётко сказал господину президенту Порошенко, что с Бандерой они в Европу не войдут. Это дело для меня ясное, мы и так выявили огромное терпение, но всему есть предел.

В январе 2018 года польский Сейм принял закон о запрете «бандеровской идеологии» в стране. Документ также вводит уголовную ответственность за отрицание геноцида поляков со стороны украинских националистов в годы Второй мировой войны. Президент Анджей Дуда заявил о том, что поляки ожидают от Киева «решительных шагов по развенчанию культов лидеров УПА», таких как Шухевич и Бандера, назвав их преступниками.

### Украинская трудовая миграция в Польшу
На сегодняшний день Польша занимает второе после России место в списке государств, в которые устремляются трудовые мигранты с Украины. При этом украинцы (преимущественно, выходцы из западных областей) обычно перенимают низкоквалифицированную работу, в связи с чем у поляков отмечается устойчивая ассоциация с Украиной как со страной-поставщицей дешёвой рабсилы. Условия труда для украинцев в Польше часто оцениваются как тяжёлые, на грани нарушения закона со стороны работодателей.
Среди общего числа иностранцев, которые получили разрешение на временное пребывание в Польше, 44 % (143 тыс.) были гражданами Украины. Однако, согласно оценкам, это малая часть тех, кто пересёк границу Польши и Украины, тогда как объём трудовой миграции с Украины в Польшу в 2016 году мог достигать 1,2—1,5 млн человек.
На 2021 г., число трудовых мигрантов с Украины в Польше, по сравнению с 2014 годом, выросло в три раза — до 1,5 млн человек; 600 тыс. из них уже работают официально и платят налоги в Фонд социального страхования Польши. К тому же в польских вузах в настоящее время обучается около 50 тыс. украинских студентов. По словам главы компании по трудоустройству Personnel Service Кшиштофа Инглета, в 2019 году только 4 % украинских мигрантов занимали вакансии, требующие квалификации, в 2021 году этот показатель вырос до 12 %.

### Пандемия КОВИД-19
В августе 2021 года в ходе пандемии КОВИД-19 Польша передала Украине 650 тыс. доз вакцины и свыше 129 тонн медицинского оборудования, включая кислородные концентраторы, аппараты искусственной вентиляции лёгких и защитное снаряжение. В декабре 2021 года Польша безвозмездно передала Украине ещё 300 тыс. доз вакцины.

### Российско-украинский кризис (2021—2022)
После переброски Россией войск к своим границам в связи с кризисом Польша объявила 31 января 2022 года о решении снабжать Украину оружием, боеприпасами, гуманитарной помощью в связи с угрозой со стороны России. 17 февраля 2022 года было объявлено о заключении британо-польско-украинского пакта. 23 февраля 2022 года после признания Россией независимости Донецкой и Луганской народных республик президент Польши Анджей Дуда и президент Литвы Гитанас Науседа посетили Киев и объявили о солидарности с Украиной, о её поддержке и призвали к международным санкциям против России. 24 февраля 2022 года после начала вторжения России на Украину Сейм Польши принял резолюцию, осуждающую российское вторжение. Граждане Польши вышли на многочисленные демонстрации в знак протеста против российской агрессии на Украине. Польша немедленно открыла девять пунктов приёма гражданских беженцев с территории Украины. Польша приняла на себя большую часть украинских беженцев. По данным польских пограничников, с начала российской агрессии 2022 года в Польшу из Украины въехали около 7,5 миллиона человек. В ходе военных действий Польша стала вторым по объёму поставщиком оружия на Украину, по состоянию на 24 мая 2022 года было поставлено оружия на 1,6 млрд долларов США. Польша поставляла ракеты, гранатомёты, автоматы, беспилотники, танки, РПГ и боеприпасы. Эта поддержка привела к значительному потеплению польско-украинских отношений. Польша передала Украине гаубицы Krab, польские танки PT-91 Twardy, противотанковое оружие, боеприпасы.
1 июня 2022 года в Киеве состоялись первые двусторонние межправительственные консультации.

## Дипломатические представительства
- Польша имеет посольство в Киеве[49], а также генеральные консульства в Виннице[50], Луцке[51], Львове[52], Одессе[53] и Харькове[54]. Чрезвычайный и полномочный посол Польши на Украине — Бартош Цихоцкий[укр.].
- Украина имеет посольство в Варшаве[55], а также генеральные консульства в Гданьске[56], Кракове[57], Люблине[58] и Вроцлаве[59]. Чрезвычайный и полномочный посол Украины в Польше — Василий Зварич.

## См.также
•Польско-украинская граница